# Shogo Onishi
Shogo Onishi (大西 勝俉 Onishi Shogo?, nacido el 29 de julio de 1990 en Osaka) es un futbolista japonés que se desempeña como guardameta.

## Trayectoria

### Clubes
| Club              | País  | Año         |
| ----------------- | ----- | ----------- |
| Ehime FC          | Japón | 2013 - 2016 |
| Azul Claro Numazu | Japón | 2017 -      |

## Estadística de carrera

### J. League
| Club              | Año   | J. League | J. League | Copa J. League | Copa J. League | Total | Total |
| Club              | Año   | Part.     | Goles     | Part.          | Goles          | Part. | Goles |
| ----------------- | ----- | --------- | --------- | -------------- | -------------- | ----- | ----- |
| Ehime FC          | 2013  | 0         | 0         | -              | -              | 0     | 0     |
| Ehime FC          | 2014  | 3         | 0         | -              | -              | 3     | 0     |
| Ehime FC          | 2015  | 0         | 0         | -              | -              | 0     | 0     |
| Ehime FC          | 2016  | 0         | 0         | -              | -              | 0     | 0     |
| Azul Claro Numazu | 2017  | 19        | 0         | -              | -              | 19    | 0     |
| Total             | Total | 22        | 0         | 0              | 0              | 22    | 0     |